# 代格福什市镇
代格福什市镇（瑞典語：Degerfors kommun）是瑞典中部厄勒布鲁省的一个市镇。其治所位于代格福什。